# I Like (The Trumpet)
„I Like (The Trumpet)” este cel de-al doilea single realizat de DJ-ul român DJ Sava în colaborare cu Raluka și al șaselea din cariera sa.

## Compunerea piesei și lansarea
Începând cu primăvara anului 2009 muzicianul român DJ Sava a contactat-o pe interpreta de muzică dance-house Raluka în vederea producerii unor discuri single. Din conlucrarea celor doi a rezultat un prim șlagăr, intitulat „September”, care s-a bucurat de reacții favorabile, atât din partea publicului, cât și a presei. Luând în considerare succesul obținut, cei doi și-au continuat colaborarea, iar pe parcursul a „câteva zile de înregistrări” a fost produsă o nouă piesă, intitulată „I Like (The Trumpet)”. Cântecul a fost produs în studioul de înregistrări Rappin On, deținut de cântărețul Connect-R, care a și înregistrat câteva dintre vocile de fundal ale piesei. Într-un interviu acordat televiziunii Acasă TV, Raluka a afirmat că „DJ Sava se aștepta la succes încă dinainte ca versurile și vocea să fie gata... îi plăcea instrumentalul foarte tare”.
Lansarea cântecului „I Like (The Trumpet)” a avut loc la data de 30 martie 2010 pe site Arhivat în 18 iunie 2010, la Wayback Machine.-ul lui DJ Sava, dar și pe câteva publicații online precum Libertatea sau Kiss FM. Totuși, promovarea discului a început la mijlocul aceleiași luni, odată cu lansarea în mediul online a unei mostre din cântec. La data de 20 mai 2010, cântecul „I Like (The Trumpet)” a fost relansat, noua versiune a discului single conținând șapte remixuri; la aceeași dată a fost lansată și coperta oficială a șlagărului, produsă de Dave G.raphics Arhivat în 28 mai 2010, la Wayback Machine..

## Recenzii și critică
Percepția cristicilor, fanilor si ascultatorilor asupra cântecului a fost în general pozitivă. Ziarul Libertatea oferă piesei „I Like (The Trumpet)” o recenzie favorabilă, susținând faptul că piesa are „un sound fresh și un beat foarte interesant”; aceeași sursă nominaliza compoziția printre „hiturile verii lui 2010”. Revista Salut a împărtășit această părere, afirmând următoarele – „Raluka are o voce extraordinară și reușește să impună o ușoară modificare de stil piesei”. Alte site-uri observau „un sound original față de producțiile de club autohtone” și precizau că I Like (The Trumpet) reușește să se impună de la prima ascultare drept o creație diferită ca stil, ce pastrează însă același gen popular de club”. În urma interpretării cântecului din emisiunea Neața cu Răzvan și Dani presa online din România remarca faptul că „Raluka a cântat live 100% și a demonstrat încă o dată că este o artistă foarte talentată, plină de energie și optimism”.

## Videoclip

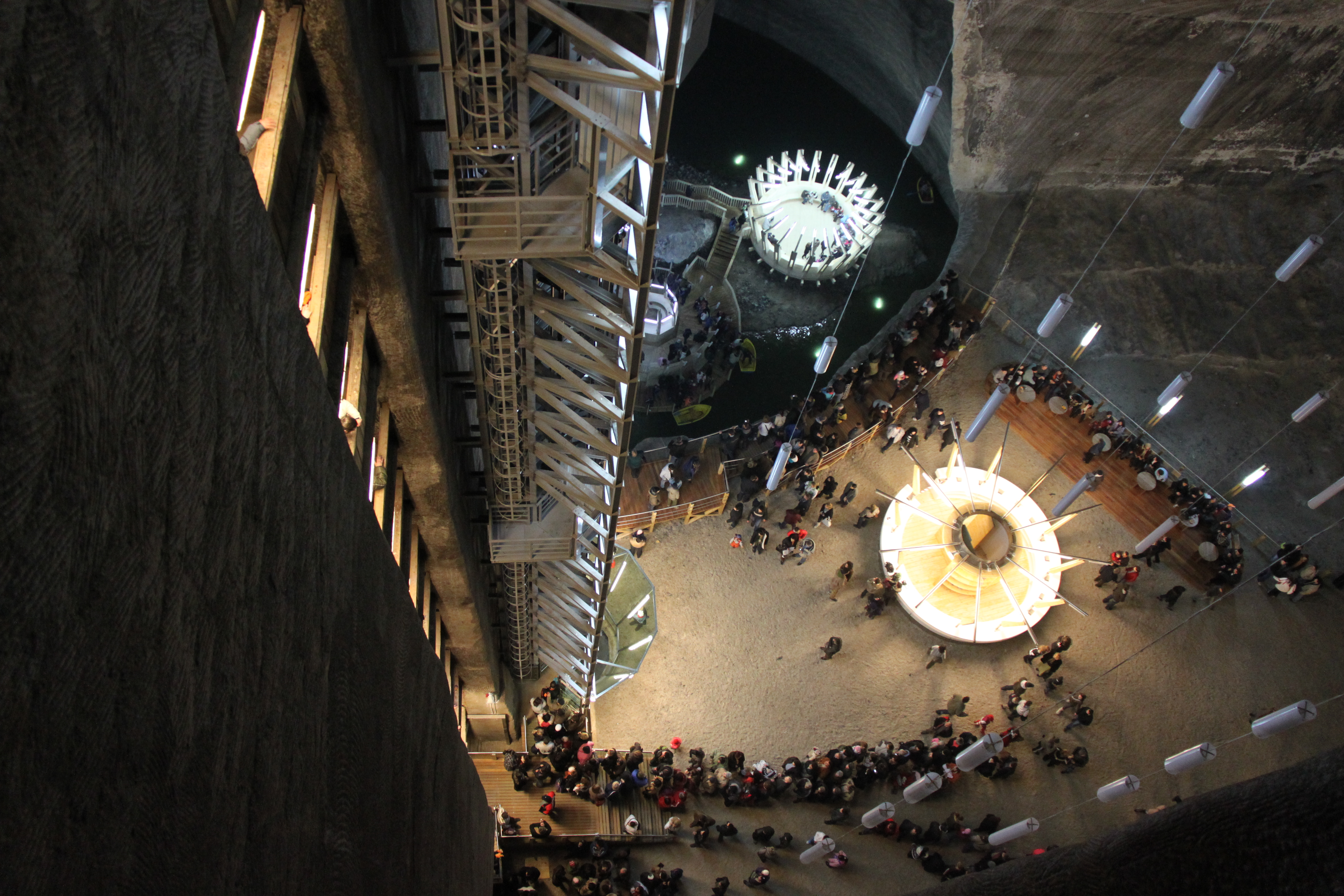
Salina Turda, locația în care a fost filmat videoclipul adiacent piesei.

Încă de la data lansării cântecului, în mediul virtual, piesa „I Like (The Trumpet)” s-a bucurat de succes. La câteva săptămâni de la publicarea sa, cântecul obținuse peste jumatate de milion de vizualizari cumulate pe site-ul Youtube. Ca urmare a succesului obținut, DJ Sava și Raluka au hotărât să filmeze un videoclip adiacent piesei, care urma să fie produs în Ucraina. Contrar declarațiilor, cei doi artiști au filmat în Salina Turda la începutul lui iunie 2010. Având regia semnată de Dragoș Buliga, videoclipul a fost lansat oficial la 16 iunie prin intermediul site-ului Libertatea și are o tema preponderent militară.

## Lista cântecelor
Pe lângă versiunea lansată pentru posturile radio, piesa „I Like (The Trumpet)” a beneficiat și de șapte versiuni remixate de către DJ-ii Emil Lassaria, Moving Elements, Treitl Hammond, Allexinno, Vanotek și LLP. Toate aceste piese au fost incluse pe pachetul oficial de remixuri publicat de DJ Sava la data de 20 mai 2010.
| Nr.                                       | Titlu                                          | Durată |
| ----------------------------------------- | ---------------------------------------------- | ------ |
| Versiunea lansată pentru posturile radio; |                                                |        |
| 1.                                        | „I Like (The Trumpet)”                         | 3:43   |
| Versiunile remixate oficial;              |                                                |        |
| 1.                                        | „I Like (The Trumpet)” [Treitl Hammond Remix]  | 6:08   |
| 2.                                        | „Trumpet” [Emil Lassaria Rmx]                  | 6:43   |
| 3.                                        | „I Like (The Trumpet)” [Moving Elements Remix] | 6:16   |
| 4.                                        | „I Like (The Trumpet)” [Allexinno Remix]       | 6:13   |
| 5.                                        | „I Like (The Trumpet)” [Ext Version]           | 6:02   |
| 6.                                        | „I Like (The Trumpet)” [Vanotek Rmx]           | 5:53   |
| 7.                                        | „I Like (The Trumpet)” [LLP Remix]             | 6:31   |

## Clasamente
| Clasament                      | Poziția maximă | Referință |
| ------------------------------ | -------------- | --------- |
| România (RT 100 – Charly1300)  | 1              | [ 26 ]    |
| România (RT 20 – Media Forest) | 1              | [ 25 ]    |

| Clasament                             | Poziția maximă | Referință |
| ------------------------------------- | -------------- | --------- |
| Europa (Top 100 Airplay – Charly1300) | 77             | [ 27 ]    |
| Europa (APC Charts — Euro 200)        | 136            | [ 28 ]    |